# Charles Coffin
Pour les articles homonymes, voir Coffin.
Charles Coffin, né le 4 octobre 1676 à Buzancy (aujourd'hui dans le département des Ardennes), mort le 20 juin 1749 à Paris, est un écrivain et universitaire janséniste français, recteur de l'université de Paris.

## Biographie
Il vient en 1693 achever ses études, commencées à Beauvais, à Paris au collège du Plessis. Il est remarqué par Charles Rollin, qui l'appelle à une chaire au collège de Beauvais. Vers la fin de 1712, Rollin ayant dû quitter l'administration du collège de Beauvais en raison de sa sympathie pour le jansénisme, le premier président de Mesmes désigne Coffin comme successeur. Celui-ci dirige avec succès cette école résolument janséniste, tout en restant un proche de son prédécesseur,.
En 1718, l'université de Paris le choisit comme recteur. Son rectorat est notamment marqué par l'homogénéisation des traitements des professeurs et l'établissement de l'instruction gratuite dans tous les collèges de Paris, que le cardinal de Richelieu avait appelée de ses vœux quelques décennies auparavant. Cet effort de gratuité fut financé par le vingt-huitième effectif du prix du bail général des postes et messageries, dont la France devait originairement la création à... l'université de Paris. Coffin eut une grande part au succès de cette négociation délicate. Il encouragea également l'usage de la langue française dès les premières années d'université en lieu et place du latin.
Une pneumonie l'enlève en 1749, à Paris, le 20 juin, à l'âge de 73 ans. Le curé de la paroisse de Saint-Étienne-du-Mont lui refuse cependant les derniers sacrements pour avoir été un des piliers du jansénisme au sein de l'université de Paris et pour n'avoir pas renié par écrit ces convictions,. Ce curé n’ose pas pour autant lui refuser la sépulture. Le Parlement essaye d’intervenir en faveur de l’ancien recteur, mais l’archevêque de Paris, Christophe de Beaumont, reste intransigeant. Ses obsèques sont célébrées en grande pompe et on l’enterre en présence de quatre mille personnes.
L'affaire fait grand bruit, avec une suite imprévue dix-huit mois plus tard. En décembre 1750, le neveu de Coffin tombe à son tour gravement malade, et il demande les derniers sacrements au curé de la même paroisse. Celui-ci refuse à nouveau de les administrer. Mais ce neveu de Charles Coffin met douze jours à mourir, donnant au Parlement davantage de temps pour intervenir. Le Parlement fait comparaître le curé et le somme d’exercer son ministère, mais ce dernier se retranche derrière les consignes formelles de son archevêque. Son insolence est telle que le Procureur général le fait incarcérer deux jours à la Conciergerie et condamner à trois livres d’aumône pour le pain des prisonniers. Le Parlement négocie alors directement avec l'archevêque de Paris. Une transaction est trouvée, «digne d’un aussi grand ami des Jésuites». On envoie au malade un autre curé, ancien appelant, rallié depuis. Il confesse Coffin sans lui rien demander au sujet des « contestations présentes » et, au vu de son billet de confession, le curé de la paroisse de Saint-Étienne-du-Mont administre le moribond, qui meurt le 10 janvier 1751.

## Ses œuvres littéraires
Ses œuvres ont été recueillies par l'avocat Antoine Lenglet. Le 1er volume contient des discours en latin, notamment le discours sur les Belles-Lettres, celui sur l' Utilité de l'histoire profane, et l' Oraison funèbre du duc de Bourgogne, père de Louis XV, ainsi que le discours par lequel l'Université célébra la naissance du Dauphin.
Le 2e volume renferme ses poésies. Les poésies qui lui ont fait le plus de réputation, parmi ses contemporains, sont les hymnes qu'il compose pour le Bréviaire du diocèse de Paris, à la demande de M. Vintimille, et qui depuis furent adoptées dans plusieurs autres diocèses. Ces hymnes, dont la première édition parut en 1736, furent appréciées. On y trouve moins de verve et d'éclat que dans celles de Charles Gaspard Guillaume de Vintimille du Luc, mais une latinité peut-être plus pure, et une plus grande simplicité. Combault, l'un de ses meilleurs élèves, l'aide dans la composition de quelques-unes de ses hymnes ; on lui attribue notamment deux strophes de celle de l'office de la fête de saint Pierre apôtre.
On peut remarquer également parmi ces poésies une Ode sur le Vin de Champagne, production vinicole dont la notoriété était encore naissante. Cette ode en faveur du Champagne met ainsi en exergue le nuage mousseux de ce vin, qui élargit la gamme des sensations. Cette œuvre est une réplique à celle par laquelle Bénigne Grenan, professeur au collège d'Harcourt, vantait la prééminence du vin de Bourgogne, et qu'un des amis jansénistes de Charles Coffin, Marc-Antoine Hersan, s'était amusé à lui réciter un soir dans un dîner. La ville de Reims, en signe de reconnaissance, le fait bénéficier d'un présent de ses meilleurs vins, cadeau dont Charles Coffin, dit-on, fait également les honneurs à son adversaire, le professeur Grenan. Bénigne Grenan, relançant ce combat littéraire, adresse alors au célèbre médecin Guy-Crescent Fagon une requête, en vers, lui recommandant de faire proscrire, par la Faculté de médecine de Paris, le vin de Champagne comme contraire à la santé. Charles Coffin y répond par un supposé décret, toujours en vers, et en latin, attribué à la Faculté de médecine de l'île de Cos, laquelle semble se prononcer en faveur du vin de Bourgogne, bien qu'au fond le vin de Champagne gagne sa cause,...
Coffin prend part également à la révision de l' Anti-Lucretius, qu'il relit en entier avec Crévier et Lebeau. Cette œuvre, qui alimente certains débats philosophiques de cette première partie du XVIIIe siècle est un poème latin de plus de dix mille vers rédigé par l’abbé, puis cardinal, Melchior de Polignac, et consacré à une réfutation des philosophies de Lucrèce et d’Épicure, et indirectement une critique des idées religieuses de Pierre Bayle et de ses disciples. Polignac oppose les idées de Descartes à ce qu’il considère comme une « métaphysique de l’absurde », et aux « libertins » qui constituent son véritable adversaire.

« Poète sans caprices, dit l'auteur de l'éloge placé à la tête du recueil de ses œuvres, savant sans ostentation, sérieux par réflexion gai par caractère, toujours calme et serein, il réalisait le sage des stoïciens. »

 Il laisse un legs au collège de Beauvais, et il fonde des prix pour le concours des collèges de l'université de Paris.